# Богомолець Олександр Олександрович
Олекса́ндр Олекса́ндрович Богомо́лець (12 (24) травня 1881 , Київ, Київська губернія, Російська імперія  — 19 липня 1946 , Київ ) — український радянський учений-патофізіолог. Основоположник української школи патологічної фізіології, ендокринології і геронтології, організатор української науки. Засновник перших в Росії і Україні науково-дослідних закладів медичного профілю. Герой Соціалістичної Праці (1944). 
Дійсний член (з 1929) і президент (з 1930) УАН (з 1936 — АН УРСР), академік (з 1932) і віце-президент (з 1942) Академії наук СРСР, академік Академії наук Білоруської РСР (з 1939), почесний академік Академії наук Грузинської РСР (з 1944), дійсний член Академії медичних наук СРСР (з 1944). Депутат Верховної Ради СРСР 1-го та 2-го скликань. Депутат і заступник голови (в 1944—1946 роках) Верховної Ради УРСР 1-го скликання.
Очолював створені ним Інститут експериментальної біології та патології та Інститут клінічної фізіології АН УРСР. Опрацював ефективну методику впливу на сполучну тканину за допомогою винайденої ним антиретикулярної цитотоксичної сироватки, відомої у цілому світі як стимулятор функцій сполучної тканини. Автор численних праць з ендокринології, порушення обміну речовин, імунітету та алергії, раку, старіння організму тощо.

## Ранні роки
Олександр Олександрович Богомолець був другою дитиною в сім'ї лікарів і революціонерів — земського лікаря Олександра Михайловича Богомольця (1850—1935) і його дружини Софії Миколаївни Богомолець (1856—1892) з дому Присецьких гербу «Новина». Старший брат — Микола — помер у дитинстві.

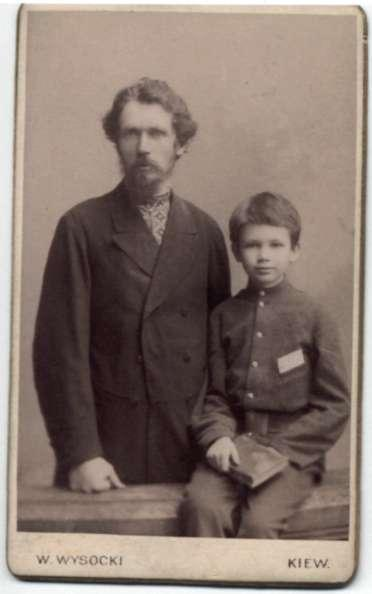
Сашко Богомолець із батьком перед подорожжю до Сибіру на побачення з матір'ю. Київ, 1890—1891 рр.

Олександр Богомолець-молодший народився в Лук'янівській в'язниці Києва, де під слідством перебувала його мати в справі радикальної народницької організації лівого спрямування «Південно-російський робітничий союз». Невдовзі після пологів сина забрали від матері й віддали на виховання до свого дідуся — Миколи Максимовича Присецького, який жив у маєтку Климове. Софія отримала вирок — десять років каторги в Забайкаллі. Малий Сашко зміг побачити матір тільки через десять років, коли Олександру Михайловичу Богомольцю нарешті дозволили побачення з Софією. На той момент вона була вже безнадійно хвора на туберкульоз.
Після повернення із Забайкалля Сашко деякий час жив з батьком у Ніжині, початкову освіту отримував удома, з дитинства захоплювався читанням. Протягом року навчався у чоловічій гімназії при Історико-філологічному інституті князя Безбородька (раніше — Гімназія вищих наук, зараз — Ніжинський державний університет ім. Гоголя). За успіхи в навчанні Саша Богомолець був нагороджений похвальним листом і книгою І. Тургенєва «Записки мисливця». 
У 1895 році батько і син Богомольці переїхали до Кишинева, де жили у рідного брата Олександра Михайловича — Михайла Михайловича Богомольця. Олександр продовжив навчання в Кишинівській гімназії, але на передостанньому році його відрахували з офіційним формулюванням «за небезпечний напрямок думок». З великими зусиллями його влаштували до 1-ї Київської чоловічої гімназії, яку юнак закінчив із золотою медаллю.
Репутацію «неблагонадійного» він підтвердив і в Київському університеті Святого Володимира, куди поступив 1900 року. Навчався спочатку на юридичному, збираючись стати адвокатом-криміналістом, а потім на медичному факультеті. Там Олександр брав участь у русі за права студентів. Не вбачаючи можливості продовжувати навчання в Києві і, очевидно, не бажаючи підставляти під удар батька, за яким зберігався поліційний нагляд, Олександр Богомолець перевівся на медичний факультет Новоросійського університету в Одесу.
Першу наукову роботу опублікував на другому курсі університету — «До питання про будову і мікрофізіологію бруннерових залоз» (1902 рік). На кінець навчання Олександра Богомольця в Одеському університеті в його послужному списку нараховувалося п'ять наукових робіт.

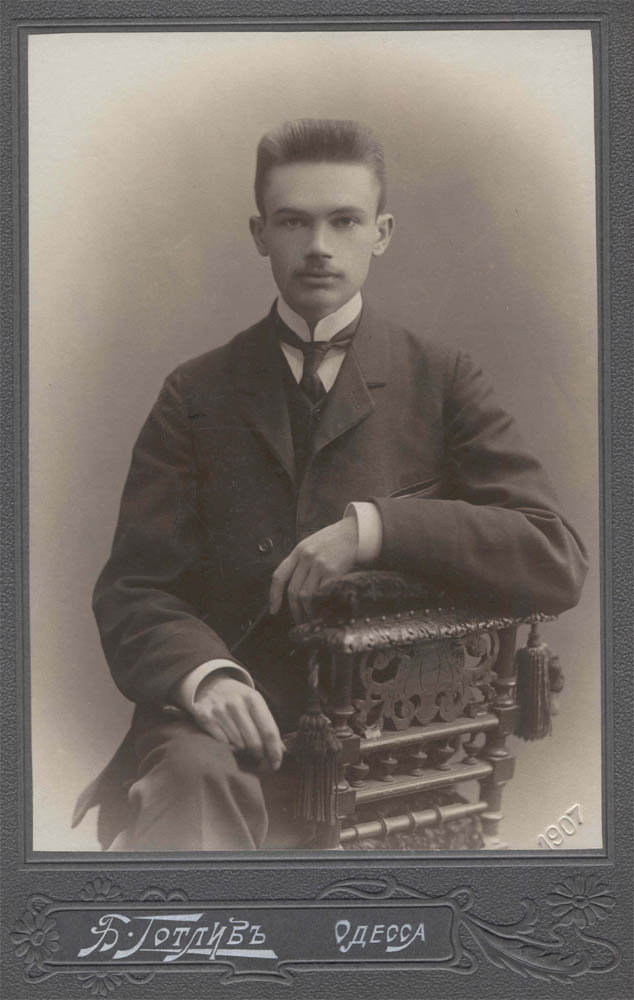
О. Богомолець після закінчення Одеського Новоросійського університету. 1907 рік

Під час навчання, а також після закінчення університету (1907 рік) працював на кафедрі загальної патології під керівництвом передових вчених того часу В. В. Підвисоцького, О. Ф. Маньківського, Л. О. Тарасевича, М. Г. Ушинського і В. В. Вороніна.
У 1909 році під керівництвом професора Володимира Вороніна захистив у Імператорській військово-медичній академії (Петербург) докторську дисертацію «До питання про мікроскопічну будову і фізіологічне значення надниркових залоз у здоровому і хворому організмі». Одним з опонентів на захисті був відомий російський фізіолог академік І. П. Павлов, який дав високу оцінку роботі молодого ученого.
Олександр Олександрович Богомолець став наймолодшим у Російській імперії доктором медицини — на момент захисту йому було 28 років.
Того ж року Олександр Богомолець був обраний приват-доцентом кафедри загальної патології медичного факультету Новоросійського університету (нині – Одеський національний університет імені І. І. Мечникова)(Одеса).
Невдовзі після захисту він одружився з Ольгою Георгіївною Тихоцькою (1891—1956 роки) гербу «Наленч». У подружжя народився син Олег (1911—1991 роки).
1911 року був відряджений на стажування в Париж на кафедру фізіології в Сорбонні для отримання професорського звання. Після повернення (того ж року) призначений екстраординарним професором кафедри загальної патології і бактеріології медичного факультету Саратовського університету.

## «Саратовський» період
У Саратові Олександр Богомолець та його учні та послідовники заклали основи нової галузі в медичній науці — патологічній фізіології, створивши відповідну кафедру. Олександр Богомолець сам набрав штат і закупив за власні кошти наукові прилади (частину обладнання привіз із Франції).
На момент відкриття нового навчального року кафедра, очолювана доктором Богомольцем, була вже повноцінною дослідницькою структурою. Олександр Богомолець також розпочав викладацьку діяльність. Його лекції завоювали популярність серед студентства.
Олександр Богомолець організував також кафедри мікробіології і загальної патології в агрономічному та ветеринарному інститутах Саратова.
У 1917 році доктор Богомолець очолив саратовські Вищі жіночі медичні курси.
Жовтневий переворот 1917 року Олександр Богомолець сприйняв позитивно — як і багато з представників ліберальної інтелігенції, серед яких самодержавство було непопулярним. У доктора Богомольця, крім того, був і свій рахунок до царизму — смерть матері.
Під час громадянської війни Олександр Богомолець сам запропонував представникам нової влади комплекс протиепідемічних заходів (Саратову і всій губернії тоді загрожували холера і епідемічний висипний тиф). Був старшим епідеміологом Саратовського губернського відділу охорони здоров'я, членом комісії з боротьби з тифом та консультантом-епідеміологом санітарного відділу Південно-Східного фронту Червоної Армії.
У жовтні 1918 року, продовжуючи завідувати кафедрою в Саратовському університеті, професор Богомолець створив свою першу науково-дослідну установу — Державний інститут мікробіології та епідеміології Південного Сходу Росії («Мікроб»). Це був також перший у Росії медичний науково-дослідний заклад. Інститут «Мікроб» успадкував розробки проти чуми, холери, сибірки, які проводили в Петербурзі, в так званому Чумному форті — все обладнання і препарати звідти були перевезені в Саратов.
1923 року організував у Саратові першу в СРСР протималярійну лабораторію.
У Саратові розпочав роботу над першим у світі підручником з патофізіології. В основу підручника ліг курс лекцій для студентів університету. Робота над цим підручником тривала до кінця життя доктора Богомольця. З «Короткого курсу патологічної фізіології», опублікованого 1921 року, підручник у підсумку розрісся до п'ятитомника. За цю роботу Олександру Богомольцю була присуджена Сталінська премія (1941 рік).
У 1934 році одна з редакцій посібника вийшла українською мовою.
У Саратові Олександр Богомолець зробив також свій найважливіший винахід, створив імунну цитотоксичну антиретикулярну сироватку, яка прискорювала загоєння ран і активізувала імунну систему людини. «Сироватку Богомольця» успішно застосовували для лікування інфекційних ускладнень ран і переломів. Під час радянсько-німецької війни 1941—1945 років її особливо потребували радянські польові та евакуаційні госпіталі.

## «Московський» період
1925 року доктор Олександр Богомолець був призначений завідувачем кафедри патологічної фізіології 2-го Московського університету. У Москві він створив відділення експериментальної патології в Інституті з вивчення вищої нервової діяльності при Комуністичній академії.
У 1926 році Олександр Богомолець узяв участь у створенні першого в світі Інституту гематології та переливання крові (нині — Гематологічний науковий центр Росздраву), який він очолив у 1928 році після смерті його першого директора — Олександра Олександровича БогдановаШаблон:Дєерело. Там під його керівництвом була розроблена унікальна методика консервування донорської крові, яку й досі застосовують практично без змін. Тоді ж Олександр Богомолець та його учні встановили універсальний донорський характер першої групи крові.[джерело?] Цим інститутом Богомолець продовжував керувати до 1931 року, вже будучи президентом Академії наук УРСР.
У Москві Олександр Богомолець створив також онкологічну лабораторію при Московському міськздороввідділі і взяв активну участь у створенні Інституту функціональної діагностики й експериментальної терапії.
У цей період написав праці «Вступ до вчення про конституції та діатези» (два видання, 1928 рік), «Криза ендокринології» (1927 рік), «Загадка смерті» (1927 рік), «Про вегетативні центри обміну» (1928 рік), «Набряк. Нарис патогенезу» (1928 рік), «Артеріальна гіпертонія. Нарис патогенезу» (1929 рік). У Москві Олександр Богомолець значно переробив і розширив підручник «Патологічна фізіологія» (3-є видання, 1929 рік).

## Президент Академії Наук УРСР

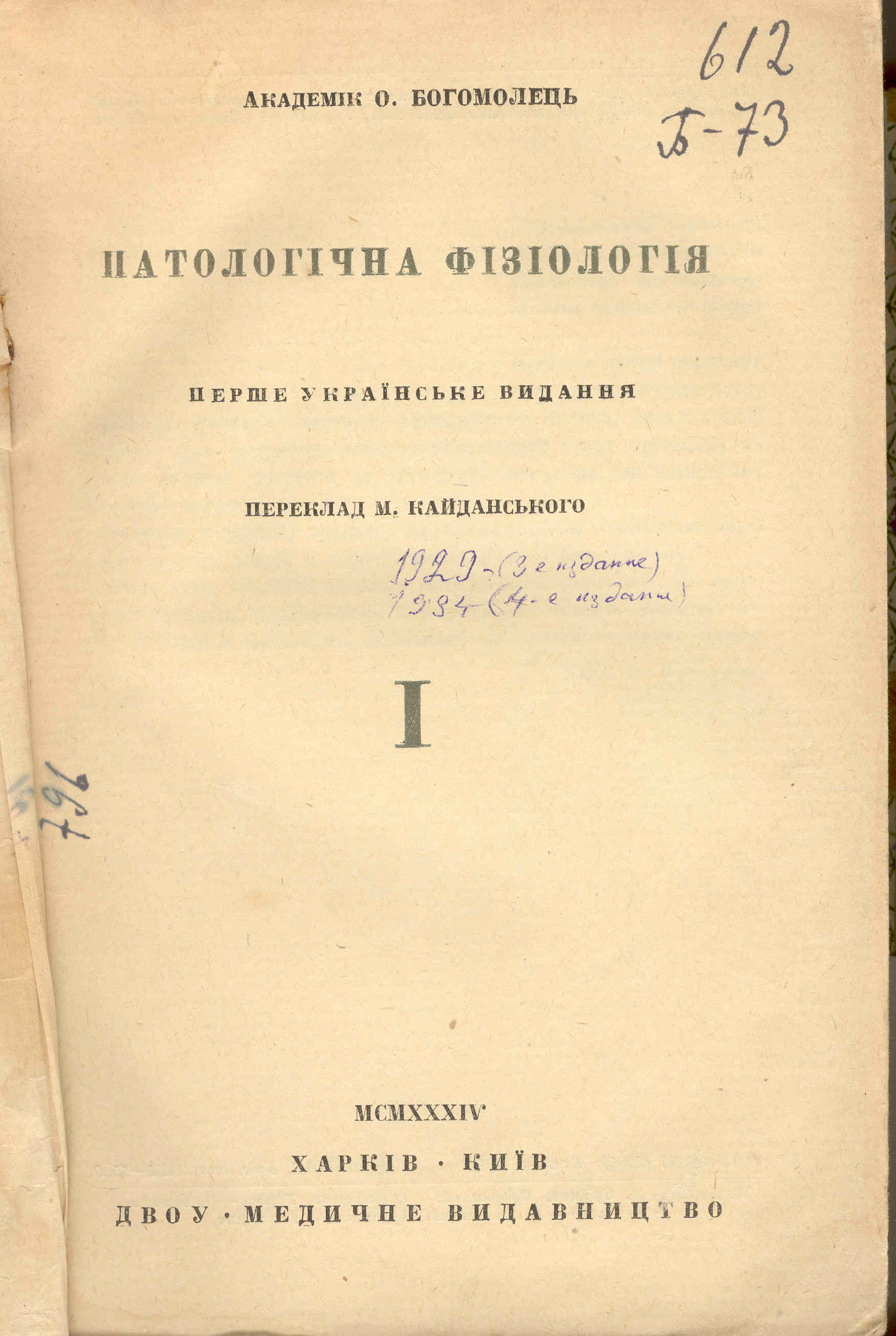
Українська редакція підручнику Олександра Богомольця з патофізіології. Національний музей історії медицини, Київ

У 1930 році Олександра Богомольця обрали президентом Всеукраїнської академії наук. Переїхавши з групою учнів до Києва, створив Інститут експериментальної біології та патології Наркомату охорони здоров'я УРСР та Інститут клінічної фізіології АН УРСР. Під будівництво останнього виділили 2,661 га землі в центрі Києва. Після смерті вченого обидва інститути об'єднали в Інститут фізіології АН УРСР (1953).
Новообраний президент АН УРСР провів повну перебудову її структури: на базі розрізнених кафедр і лабораторій створили цілі науково-дослідні установи (інститути). До роботи в них були залучені молоді перспективні вчені. Структура АН України, яку заклав Олександр Богомолець, у загальних рисах зберігається й досі.
У Києві Олександр Богомолець заснував «Медичний журнал АН УРСР». Організовував щорічні широкі наукові конференції з найактуальніших проблем медицини, брав участь у редагуванні багатьох наукових збірників.
У 1941 році, за кілька місяців до початку Німецько-радянська війна, Олександр Богомолець створив Київський диспансер боротьби з передчасною старістю. На його базі пізніше був утворений Інститут геронтології.
За два роки до створення диспансеру академік випустив брошуру «Подовження життя», в якій науково обґрунтував можливість і реальність тривання людського життя протягом 100 і більше років. Деякі ідеї, викладені в ній, Олександр Богомолець почав розробляти ще в Саратові.
У підсумку Олександр Богомолець перетворив Київ на один із найпрестижніших наукових центрів СРСР.
Олександр Богомолець очолював Академію наук УРСР в нелегкі роки сталінських репресій. Порятунком від НКВС йому були зобов'язані відомий український демограф Михайло Птуха, основоположник української економічної географії Костянтин Воблий, математик Микола Крилов, фізик-ядерник Олександр Лейпунський, який створив перший в СРСР ядерний реактор на швидких нейтронах[джерело?].
Олександр Богомолець також зміг, хоча й не надовго, відстрочити арешт видатного українського історика і сходознавця Агатангела Кримського.
Після війни академіку вдалося добитися звільнення з тюрми чоловіка своєї двоюрідної сестри, актриси Наталії Михайлівни Богомолець-Лазурської (1880—1958 роки), — відомого літературознавця Володимира Лазурського, який дружив з послом Італії під час німецько-румунської окупації Одеси.
Громадянський подвиг академіка Олександра Богомольця стає зрозумілим ще й тому, що він і сам був на волосок від загибелі. Причиною тому була його «неблагополучна» щодо походження рідня. Двоюрідний брат президента АН УРСР, Вадим Михайлович Богомолець (1878—1936 роки), був генерал-хорунжим Української Держави при гетьмані Павлі Скоропадському.
З початком радянсько-німецької війни Академію наук УРСР евакуювали до Уфи. Там О. Богомолець провів широку реорганізацію української науки для потреб воєнного часу. Разом з академіком Миколою Бурденком створив Академію медичних наук СРСР.
Навесні 1944 року Олександр Богомолець повернувся до Києва, де очолив роботи з відновлення Академії наук УРСР.
Олександр Богомолець захоплювався музикою та полюванням. «Батько казав, що після науки він найбільше любить музику і живу природу. — згадував син Олександра Богомольця Олег. — Особливо він цінував Петра Чайковського. Шоста фортепіанна симфонія була пов'язана у нього зі спогадами про матір. Коли будинок занурювався у сон, батько сідав за роботу і трудився до ночі. І весь цей час у нього в кабінеті тихо-тихо звучала музика. Такий режим він підтримував довго».

Могила Олександра Богомольця

## Останні роки життя
У середині жовтня 1943 року в Олександра Богомольця стався розрив плеври і спонтанний пневмоторакс на тлі давнього туберкульозу, яким він заразився ще в дитинстві від матері на каторзі. Ситуація ускладнювалася тим, що Олександр Олександрович, незважаючи на туберкульоз, багато курив.
Повторний пневмоторакс трапився в липні 1946 року на дачі. Спроби друзів і колег зупинити хворобу виявилися безуспішними. 17 липня 1946 академік Олександр Богомолець продиктував останні розпорядження синові, Олегу Олександровичу, а 19 липня о 22 годині 15 хвилин його не стало.

Похований академік в парку, посадженому ним і його учнями, біля будинку, де він жив. До місця поховання академіка везли вулицями ще не відновленого після бомбардувань Києва з військовими почестями — на артилерійському лафеті.

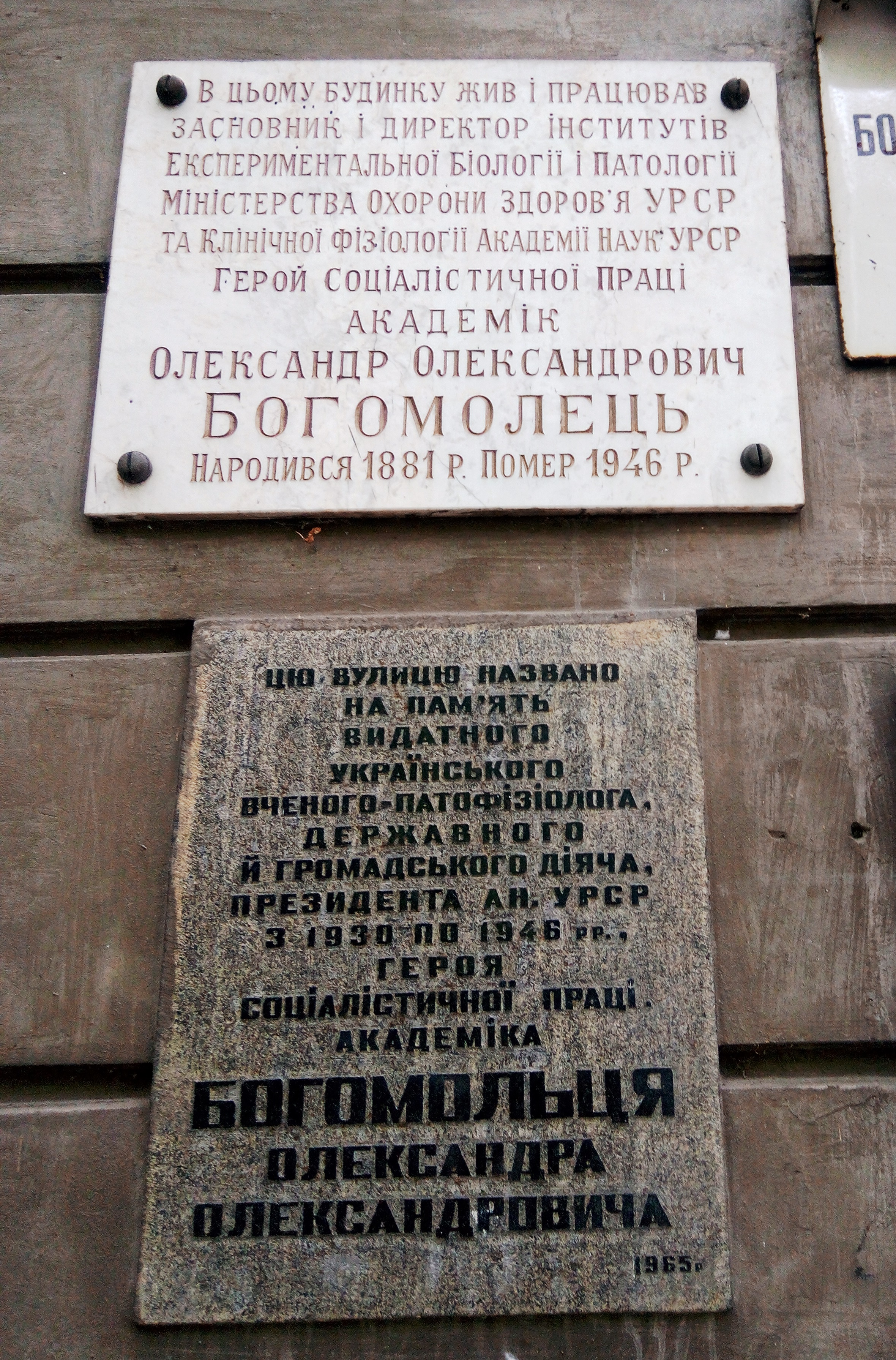
Меморіальні дошки на будинку, де жив і працював академік О. О. Богомолець в Києві

Засновані Олександром Богомольцем Інститут експериментальної біології і патології та Інститут клінічної фізіології опинилися під загрозою знищення. Ситуацію врятував парторг Інституту експериментальної біології і патології, який виявився порядною людиною і зміг переконати українське партійне начальство в абсурдності звинувачень. Однак засновані академіком Богомольцем інститути всі ці роки не працювали. Відновили вони свою роботу лише після смерті Сталіна.

## Родина
У Олександра Олександровича і Ольги Георгіївни Богомольців був єдиний син — Олег Олександрович Богомолець (1911–1991) — український патофізіолог, член-кореспондент Академії Наук УРСР, заслужений діяч науки і техніки УРСР.
Двоюрідний брат — Богомолець Вадим Михайлович (1878–1936 роки) — військовий діяч УНР, військово-морський дипломат, представник УНР у Румунії.
Донька Олега Олександровича, Катерина Олегівна (1939–2013 роки) — професор кафедри патологічної анатомії Національного медичного університету ім. Богомольця. Працювала анестезіологом в Інституті туберкульозу і грудної хірургії під керівництвом академіка Миколи Амосова.
Її сестра, Олександра Олегівна (нар. 1958) — дитячий лікар-реаніматолог, нині на пенсії. Завідує квартирою-музеєм Олександра Олександровича Богомольця.
Донька Катерини Олегівни — Ольга Вадимівна Богомолець (нар. 1966) — українська співачка, лікар, громадський діяч, заслужений лікар України, доктор медицини, професор Київського національного медичного університету ім. Богомольця; засновниця історико-культурного комплексу «Замок Радомисль» з єдиним у Європі Музеєм української домашньої ікони.

## Науковий внесок

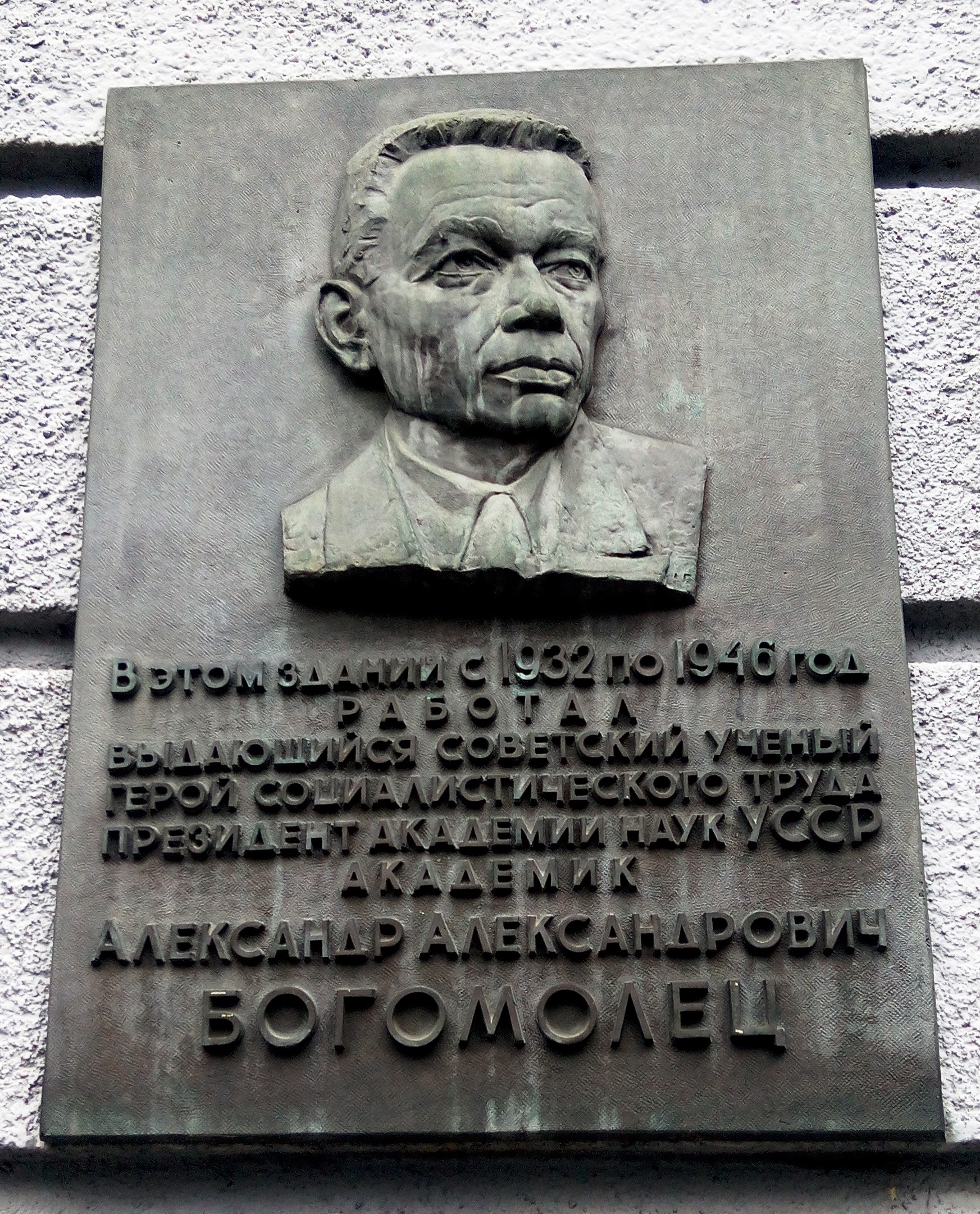
Меморіальна дошка О. О. Богомольцю на фасаді будівлі інституту фізіології НАНУ в Києві

Праці академіка Богомольця сприяли розвиткові практично всіх галузей патологічної фізіології. Вони стосувалися питань ендокринології, порушення обміну речовин, імунітету й алергії, раку, патології кровообігу (зокрема гіпертонії), патогенезу шоку, механізму дії переливання крові, старіння організму тощо.
Основною ідеєю багатьох праць Олександра Богомольця є висунуте ним положення про те, що виникнення, перебіг і кінець захворювання залежать не тільки від причини, яка викликала хворобу, а й від здатності організму до опору, тобто від його реактивності. Остання, на думку академіка, зумовлюється станом нервової системи і сполучної тканини.
Олександр Олександрович Богомолець створив учення про фізіологічну систему сполучної тканини, до якої включав різноманітні сполучнотканинні клітини та міжклітинні утворення. Він вважав, що така система виконує в організмі кілька функцій: захисну (фагоцитоз і утворення антитіл), пластичну (загоювання ран, виразок, зростання переломів кісток тощо) і трофічну (участь в обміні речовин).
Велике значення мали праці академіка Богомольця, присвячені переливанню крові. У них доведено, що переливати кров доцільно не лише за її нестачі, а й з метою підвищення реактивності організму[джерело?].
Найважливішим напрямком творчих пошуків вченого стало вчення про сполучну тканину, її морфогенез, клітинні компоненти та безклітинні структури, їх участь і роль у фізіологічних і патологічних процесах в організмі як цілому. Він встановив, що сполучна тканина утворює в організмі своєрідну систему зі складними функціональними проявами, а її гістологічні елементи надзвичайно різноманітні. Ця так звана неоформлена тканина населена різними активними клітинними елементами. Богомолець запропонував нову оригінальну концепцію сполучної тканини як фізіологічної системи, що відіграє важливу роль у життєдіяльності організму. Як зазначає Ігор Шаров у своїй книжці «100 видатних імен України», створивши свою концепцію і показавши значення її реактивних можливостей при деяких патологічних процесах, учений писав: «Фізіологічна система сполучної тканини, яка в своєму стані відбиває стан інших фізіологічних систем, є тією ареною, на якій розігруються патологічні процеси. Зі сказаного зрозуміло, що немає і не може бути захворювання організму, в розвитку і перебігу якого фізіологічна система сполучної тканини не брала б особливо діяльної участі. Ось чому можливість тримати реактивність фізіологічної системи сполучної тканини, її пластичні, трофічні і захисні функції на належній висоті є одним із найістотніших завдань патогенетичної терапії». Запропонована Богомольцем антиретикулярна сироватка вплинула не лише на збудників інфекції та їх токсини, а й на реактивність фізіологічної системи сполучної тканини, від стану якої значною мірою залежить знищення мікробів та їх токсинів при будь-якій інфекції. Показання до застосування антиретикулярної цитотоксичної сироватки визначалися не причиною захворювання, а станом реактивності фізіологічної системи сполучної тканини організму. Вчення Богомольця про фізіологічну систему сполучної тканини сприяло виникненню ряду нових наук, наприклад, алергології, а також різноманітних модифікацій вчення про імунітет, яким зараз надається важливого значення. Це вчення надало цілісності і багатьом іншим науковим досягненням О.О. Богомольця, як-от його розробкам проблем довголіття організму.
В останні роки життя Олександр Богомолець багато уваги приділяв питанням старіння організму. Як і Ілля Мечников, вважав, що людина за своєю природою може жити 125—150 років; старіння, що наступає у 60—70 років, — передчасне і зумовлене несприятливими умовами життя та захворюваннями.

## Нагороди
- Заслужений діяч науки УРСР (1943 рік)
- Лауреат Сталінської премії (1941 рік)
- Герой Соціалістичної Праці (1944 рік[8])
- Нагороджений двома орденами Леніна, іншими орденами та медалями.

## Вшанування пам'яті

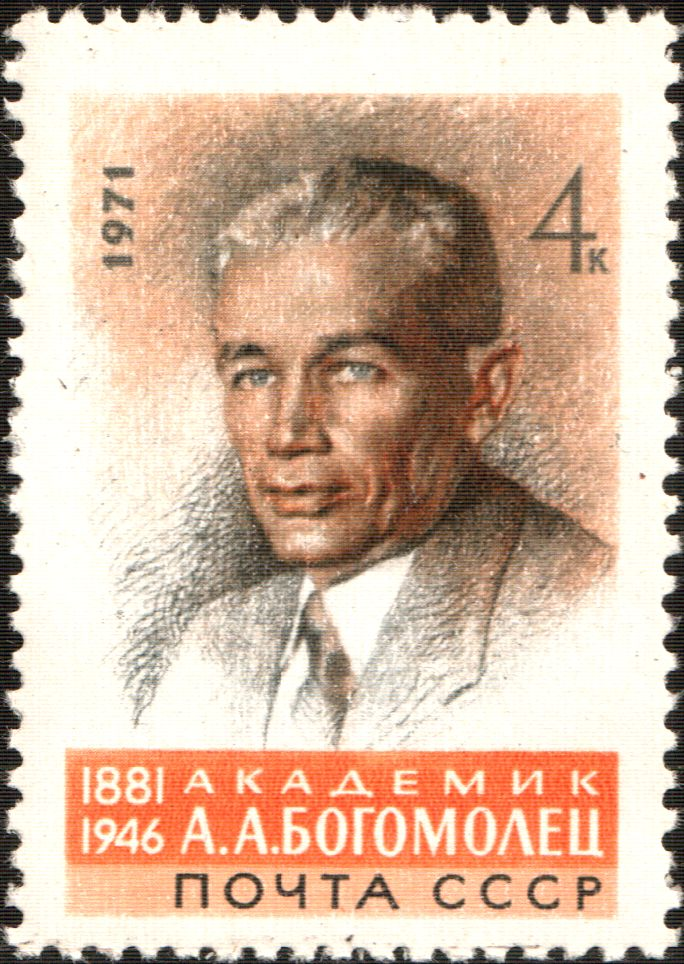
О. О. Богомолець на поштовій марці Пошти СРСР

1953 року Академія наук УРСР заснувала Премію імені О.О. Богомольця, яку вручає Відділення біохімії, фізіології і молекулярної біології НАН України за видатні досягнення в галузі технічної фізіології та патофізіології.
Вулиця Академіка Богомольця у різних містах України.
Вулиця Академіка Богомольця у Києві.
Вулиця Богомольця у Львові.
У 2015 році у Броварах вулицю Боженка перейменували на вулицю Академіка Богомольця.
На честь вченого названий дендрологічний парк, розташований на вулиці Академіка Богомольця, 2, що у Печерському районі міста Києва. Парк був закладений у 1930-х роках за ініціативою і безпосереднього керівництва академіка Олександра Богомольця.

## Праці
- Основи патологічної фізіології, т. 1—5. За ред. О. О. Богомольця. К., 1941
- Продовження життя. К., 1940
- Избранные труды, т. 1—3. К., 1956—58.